# Hajdúhát
A Hajdúhát kistáj Magyarországon, Hajdú-Bihar és Szabolcs-Szatmár-Bereg vármegye területén.

## Elhelyezkedése
A Hajdúhát Hajdú-Bihar és Szabolcs-Szatmár-Bereg vármegye területén helyezkedik el, északról a Tisza, keletről és délről a Hajdúság, nyugatról pedig a Hortobágy határolja.

## Földrajza

### Domborzat
A Hajdúhát lösszel-iszappal fedett hordalékkúp síkság, tengerszint feletti magassága 93–162 m. Déli részén gyengén tagolt pleisztocén-holocén eróziós völgyek tagolják. A lösztakaró vastagsága többnyire 1-2, 5 m között mozog, nagyobb vastagságot csak a Hajdúhát déli részén (10–15 m) ér el.

### Vízrajz
Természetes vízfolyásai NY-i irányba folynak és a Hortobágyba torkollnak.

## Éghajlata
A Hajdúhátra mérsékelten meleg és száraz éghajlat jellemző. Az évi középhőmérséklet 9,8 °C, az évi csapadékösszeg pedig 530–550 mm. Az uralkodó szélirány ÉK-i, Az átlagos szélsebesség 2–3 m/s.